# Чамба, Томми
Томми Леонардо Чамба Ченчи (исп. Tommy Leonardo Chamba Chenche; род. 23 октября 2004, Мачала) — эквадорский футболист, полузащитник клуба «Эмелек».

## Клубная карьера
Чамба — воспитанник клуба «Оренсе». 13 августа 2022 года в матче против «Мушук Руна» он дебютировал в эквадорской Лиге Про. В начале 2023 года Чамба перешёл в «Эмелек». 20 марта в матче против «Текнико Университарио» он дебютировал за новый клуб. 

## Международная карьера
В 2023 году в составе молодёжной сборной Эквадора Чамба принял участие в молодёжном чемпионате мира в Аргентине. На турнире он сыграл в матчах против команд США, Фиджи и Южной Кореи. В поединке против фиджийцев Томми забил гол.